# 蔣欽 (成化進士)
蔣欽，字世欽，江西廣信府上饒縣人，軍籍，明朝政治人物。進士出身。

## 生平
早年出身國子生，江西鄉試第四名。成化十四年（1478年）戊戌科會試第二百六十五名，殿試登進士第三甲第一百六十九名。弘治十一年（1498年），官廣東韶州府知府。

## 家族
曾祖父蔣德敬。祖父蔣兼善。父亲蔣上觀。